# John Grierson
John Grierson CBE (26. dubna 1898 Deanston, správní oblast Stirling, Skotsko – 19. února 1972 Bath, Anglie) byl průkopníkem skotského dokumentárního filmu, často označovaný za otce britského a kanadského dokumentárního filmu. V roce 1926 vymyslel v recenzi filmu Roberta J. Flahertyho Moana termín „dokumentární“.
Knihy: Grierson on Documentary, Grierson on the Movies, Eyes of Democracy